# Marián Blaha
Marián Blaha, właśc. Jakub Marián Blcha (ur. 11 czerwca 1869 w Liptowskim Gródku, zm. 21 sierpnia 1943 w Żarze nad Hronem) – słowacki duchowny katolicki, dwunasty biskup ordynariusz bańskobystrzycki od 1920 roku.

## Życiorys
Urodził się w 1869 roku w liptowskim Gródku. Uczęszczał do gimnazjum w Lewoczy, gdzie zdawał egzamin dojrzałości. Następnie studiował teologię w Spiskiej Kapitule. Święcenia kapłańskie otrzymał w 1892 roku. Pracował początkowo jako wikariusz i katecheta w Niżnych Rużbachach. W latach 1913–1919 działał w parafii św. Wojciecha w Trnawie. W 1919 roku został mianowany wikariuszem kapitulnym diecezji spiskiej. Funkcję tę sprawował niespełna przez rok, ponieważ w 1921 roku po wydaleniu z Czechosłowacji przez rząd trzech niesłowiańskich biskupów, został wyznaczony przez papieża Benedykta XV nowym ordynariuszem bańskobystrzyckim. Jego konsekracja biskupia miała miejsce w 1921 roku w katedrze św. Wita w Pradze, w głównym konsekratorem był kardynał Clemente Micara, nuncjusz apostolski w Czechosłowacji.
Objął rządy w diecezji w bardzo trudnym okresie dwudziestolecia międzywojennego. Udało mu się odnowić seminarium duchowne, co wiązało się z malejącą liczbą księży w diecezji. Wspierał także działalność kulturalno-oświatową. Zmarł w 1943 roku w Żarze nad Hronem i został pochowany w krypcie kościoła Świętego Krzyża.